# William Barry
William Barry, né le 16 octobre 1940, est un rameur d'aviron britannique.

## Carrière
William Barry participe aux Jeux olympiques d'été de 1964 à Tokyo et remporte la médaille d'argent avec le quatre sans barreur  britannique composé de John Russell, Hugh Wardell-Yerburgh et John James.